# Øster Herred

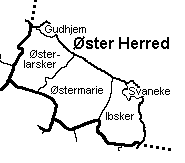
Øster Herred

Øster Herred was een van de vier herreder in het voormalige Bornholms Amt. De herred in het noordoosten van het eiland omvatte vijf parochies.
- Gudhjem
- Ibsker
- Svaneke
- Østerlarsker
- Østermarie